# La frontera de cristal
La frontera de cristal é uma telenovela mexicana, produzida pela Televisa e exibida em 1966 pelo Telesistema Mexicano.

## Elenco
- Beatriz Aguirre
- Gonzalo Correa
- Silvia Suárez
- Arturo Monsel